# 石川総長
石川 総長（いしかわ ふさなが）は、伊勢神戸藩の初代藩主。伊勢亀山藩石川家分家初代。

## 生涯
慶長10年（1605年）、近江膳所藩主石川忠総の次男として小田原で生まれる。寛永18年（1641年）に小姓組番頭に任じられた後、従五位下・播磨守に叙任され、寛永19年（1642年）に2000石を与えられる。慶安元年（1648年）3月に大番頭に任じられる。
慶安4年（1651年）、父の死により遺領から伊勢河曲郡・鈴鹿郡の内から1万石を分与され、神戸藩を立藩し大名となる。その際、先に与えられた2千石を返納した。万治3年（1660年）、大坂定番を命じられ、河内国石川郡・古市郡の内から1万石を加増され合わせて2万石を領した。河内の領国支配のため寛文元年（1661年）5月、石川郡白木村（現大阪府南河内郡河南町大字白木）に陣屋（白木陣屋）を設けた。
寛文元年（1661年）10月22日、大坂で死去した。享年57。跡を長男の総良が継いだ。

## 系譜
父母
- 石川忠総（父）
- 堀尾吉晴の娘（母）

正室
- 加賀爪忠澄の娘

子女
- 石川総良（長男）生母は正室
- 加賀爪直清（次男）生母は正室
- 斉藤三賢正室後に菅谷政照継室